# Grady Hendrix
Grady Hendrix es un autor de Estados Unidos, periodista, conferenciante y guionista conocido por su novela de 2014 Horrorstör. Hendrix vive en Manhattan y fue uno de los fundadores del New York Asian Film Festival.

## Vida y carrera
Grady Hendrix trabajó en la biblioteca de la American Society for Psychical Research antes de dedicarse a la escritura profesional. Además de novelas, ha escrito para periódicos y revistas como Playboy Magazine, el New York Post, y antes de su cierre era crítico de cine del New York Sun.
En el año 2009, Hendrix asistió al Clarion Workshop en la Universidad de California en San Diego.
También ha contribuido a la serie para jóvenes adultos de Katie Crouch, The Magnolia League, y sus relatos han aparecido en Strange Horizons y Pseudopod.
En el año 2012, Grady Hendrix coescribió Dirt Candy: A Cookbook, una novela gráfica/libro de cocina/diario con su esposa Amanda Cohen y Ryan Dunlavey. En el año 2014, Quirk Books publicó su primera novela,  Horrorstör, que fue convertida en serie de televisión por FOX TV. Después Grady ha escrito My Best Friend's Exorcism (2016) y el conocido ensayo sobre la literatura de terror Paperbacks from Hell: The Twisted History of ’70s and ’80s Horror Fiction (2017). También escribió el guipn de la película de 2017 Mohawk con el director Ted Geoghegan y el guion de la comedia de terror Satanic Panic, que fue adquirido y producido en 2018 por Fangoria. My Best Friend's Exorcism y Horrorstör, han sido adquiridas para adaptación al cine , mientras que The Southern Book Club's Guide to Slaying Vampires y The Final Girl Support Group han sido adquiridas para adaptción a televisión.
Desde mayo a octubre de 2020, Hendrix emitió su propio podcast titulado Super Scary Haunted Homeschool, donde hablaba sobre la historia de los vampiros para promover su libro The Southern Book Club's Guide to Slaying Vampires.

### Novelas
- Occupy Space (2012)
- Satan Loves You (2012)
- Dirt Candy: A Cookbook (2012, con Amanda Cohen y Ryan Dunlavey)
- Li'l Wimmin: A Comic Adaptation of Louisa May Alcott's Little Women (2013, con Ryan Dunlavey)
- The White Glove War (2013, The Magnolia League #2, con Katie Crouch)
- The Mad Scientist's Guide to World Domination: Original Short Fiction for the Modern Evil Genius (2013, participante)
- Horrorstör (2014, Quirk Books)[14][15]
- My Best Friend's Exorcism (2016, Quirk Books)[16] (Trad. Castellano, El exorcismo de mi mejor amiga, 2022, Minotauro, Grupo Planeta).
- Paperbacks from Hell: The Twisted History of ’70s and ’80s Horror Fiction (2017, Quirk Books)
- We Sold Our Souls (2018, Quirk Books) (Trad. castellano, Vendimos nuestras almas)-
- Southern Book Club's Guide to Slaying Vampires (2020, Quirk Books)[17][18] (Trad. Castellano, Guía del club de lectura para matar vampiros, 2021, Minotauro, Grupo Planeta).
- The Final Girl Support Group (2021, Berkley)[19][20][21] (Trad. Castellano, Grupo de apoyo para final girls, 2022, Minotauro, Grupo Planeta).
- These Fists Break Bricks (2021, Mondo Books)[22]
- How to Sell a Hounted House (2023, Titan Books) (Trad. castelano Cómo vender una casa encantada).
- Witchcraft for Wayward Girls (2025, Pan Macmillan)

### Guiones
- Mohawk (2017, con Ted Geoghegan)
- Satanic Panic (2019)
- Iron Fists and Kung Fu Kicks (2019, con Serge Ou)
- The Black Room (TBA)
- Horrorstör (TBA)

### Relatos cortos
- Dead Leprechauns & Devil Cats: Strange Tales of the White Street Society (2020, JABberwocky Literary Agency)

## Premios
- Premio Bram Stoker al mejor libro no de ficción (2018, por Paperbacks from Hell)[23]